# Laura Ziskin
Laura Ziskin (San Fernando Valley, Kalifornia, 1950. március 3. – Santa Monica, Kalifornia, 2011. június 12.) amerikai filmproducer.

## Élete
Mae Lee és Jay Ziskin író lányaként, Ziskin a kaliforniai San Fernando Völgyben született és nevelkedett, felsőfokú tanulmányait a Dél-kaliforniai Egyetemen végezte.
Legismertebb munkája a Pókember-trilógia, melyet Avi Araddal közösen finanszírozott. Ziskin felelt továbbá a 74. és a 79. Oscar-gáláért. Férje Alvin Sargent volt, aki egyebek között a Pókember 2. és 3. részének egyik forgatókönyvírója. Mielőtt ismert lett neve, Ziskin Jon Peters producer asszisztenseként tevékenykedett. Küzdelmét a mellrákkal hét év után, 61 éves korában veszítette el.

## Munkái (mozifilmek)
- 2012. A csodálatos Pókember (The Amazing Spider-Man) – producer
- 2007. Pókember 3 (Spider-Man 3) – producer
- 2005. Lopakodó (Stealth) – producer
- 2004. Pókember 2 (Spider-Man 2) – producer
- 2002. Pókember (Spider-Man) – producer
- 1997. Lesz ez még így se (As Good As It Gets) – executive producer
- 1995. Majd' megdöglik érte (To Die For) – producer
- 1992. Mondvacsinált hős (Hero) – producer
- 1991. A doktor (The Doctor) – producer
- 1991. Isten nem ver Bobbal (What About Bob?) – producer
- 1990. Micsoda nő (Pretty Woman) – executive producer
- 1988. Szép volt, fiúk (Everybody's All-American) – producer
- 1988. Holtan érkezett (D.O.A.) – producer
- 1987. Nincs kiút (No Way Out) – producer
- 1985. Murphy románca (Murphy's Romance) – producer
- 1978. Laura Mars szeme (Eyes of Laura Mars) – associate producer

## Elismerései

### Díjak
- Emmy-díj
  - 2002. Legjobb varieté, zenés- vagy vígjátékműsor (74. Oscar-gála)
  - 2002. Legjobb tévéfilm (Baráti vacsora)
- PGA Golden Laurel Awards
  - 2005. Életműdíj
- Women in Film Crystal Awards
  - 2002. Crystal Award